# Somerset House

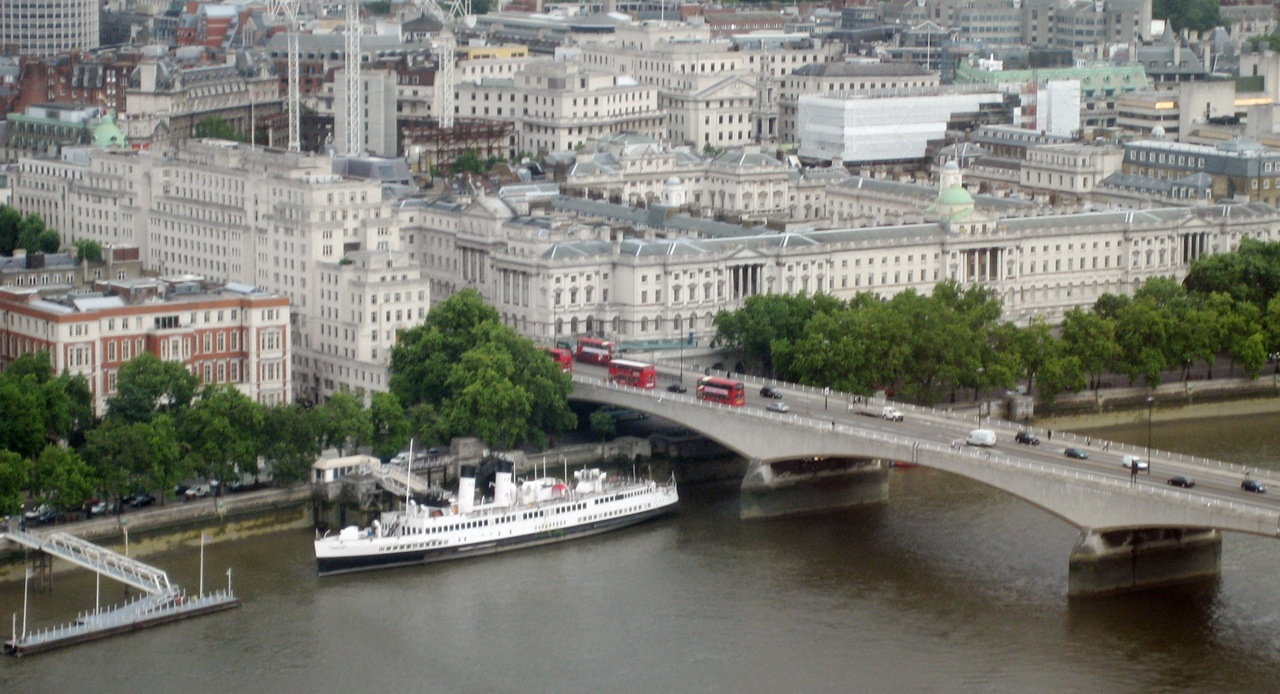
Widok na Somerset House i Waterloo Bridge.

Somerset House – charakterystyczna budowla w Londynie, położona po południowej stronie ulicy Strand w dzielnicy City of Westminster, po prawej stronie Waterloo Bridge. Centralna część, utrzymana w stylu neoklasycystycznym, powstała w latach 1776-1796. Została zaprojektowana przez angielskiego architekta Williama Chambersa. Rozwinięciem tej koncepcji są dobudowane skrzydła w stylu wiktoriańskim, które wychodzą w kierunku północnym i południowym. 
Obecnie, w Somerset House East Wing znajduje się wydział prawa King’s College London. 
Budowla o tej samej nazwie została wybudowana w tym miejscu ponad 200 lat wcześniej.
Mniej więcej od połowy XVIII wieku zauważono, że urzędy publiczne są rozrzucone po całym mieście i rezydują najczęściej w starych, zaniedbanych budynkach. Głosy krytyki wymogły na władzach działania dla podniesienia komfortu pracy najwyższych urzędników w państwie oraz zapewnienia prestiżu oficjalnym siedzibom najważniejszych instytucji. Głównym inicjatorem powstania „narodowego gmachu” był Edmund Burke. W 1775 Parlament Angielski przyjął ustawę, zakładającą przeniesienie urzędów publicznych do mającego powstać specjalnie w tym celu – Somerset House. 
Przez około 200 lat gmach był siedzibą najważniejszych urzędów w państwie – służb skarbowych, morskich, podatkowych, Ministerstwa Księstwa Lancaster oraz Kornwalii, Urzędu Generalnego Kontrolera Ziem Królewskich i innych. Przez około 100 lat miała tu swoją główną siedzibę Royal Academy, prestiżowa królewska instytucja artystyczna. Do ważnych instytucji, których biura mieściły się w tym miejscu, należy również Royal Society (będące odpowiednikiem akademii nauk) oraz Society of Antiquaries of London (zajmujące się m.in. badaniami historycznymi, archeologią, historią sztuki, architektury, konserwacją zabytków). Od powstania w 1837 rezydowała tu Government School of Design, przemianowana następnie na Royal College of Art (pl. Królewską Akademię Sztuki). W 1853 została zmuszona do opuszczenia budynku z uwagi na rozrost Centralnego Rejestru Urodzeń Ślubów i Zgonów (ang. Registrar General of Births, Marriages and Deaths). Część pomieszczeń zajmował także Uniwersytet Londyński. Przez krótki czas mieściły się tu biura Admiralicji. 
W 1604 roku w Sommerset House podpisano traktat pokojowy (tzw. pokój londyński 1604) pomiędzy Hiszpanią Filipa III a Anglią Jakuba I, który zakończył trwającą od 1588 wojnę pomiędzy tymi państwami.
W 1973 miejsce urzędów zajął Courtauld Institute of Art, który  w Courtauld Gallery wystawia kolekcję sztuki europejskiej. Galeria posiada ponad 500 płócien, 7000 rysunków (m.in. dzieła Petera Rubensa, Paula Cézanne'a, Claude Moneta, Vincenta van Gogha i Paula Gauguina), a także rzeźby, ceramikę, meble i tkaniny.
Na dziedzińcu, który do późnych godzin wieczornych jest otwarty do publicznego użytku, odbywają się koncerty muzyczne i pokazy filmowe. Zimą pełni funkcję lodowiska.